# Kapa (Markenname)
Kapa (auch KAPA) ist eine Marke der 3A Composites aus Osnabrück, die unter dieser Bezeichnung verschiedene Produkte vertreibt. Dazu gehören u. a. kartonbeschichtete Polyurethan-Schaumplatten, die als Trägermaterial von Fotografien und Grafiken für Präsentationen und Ausstellungen verwendet werden. Als Kunststoffschaum ist es entsprechend leicht und verzieht sich im Gegensatz zu Papierprodukten nicht, es ist zudem leicht zuzuschneiden und wird in verschiedenen Stärken ab 3 mm hergestellt. Diese Polyurethan-Schaumplatten werden z. B. unter den Bezeichnungen KAPA-FIX und KAPA-LINE hergestellt, was der Handel meist zu Kapaline und Kapafix verkürzt. Der ursprüngliche Markenschutz dieser beiden Produkte ist seit dem 1. September 2018 abgelaufen.